# Bockwindmühle Drasdo

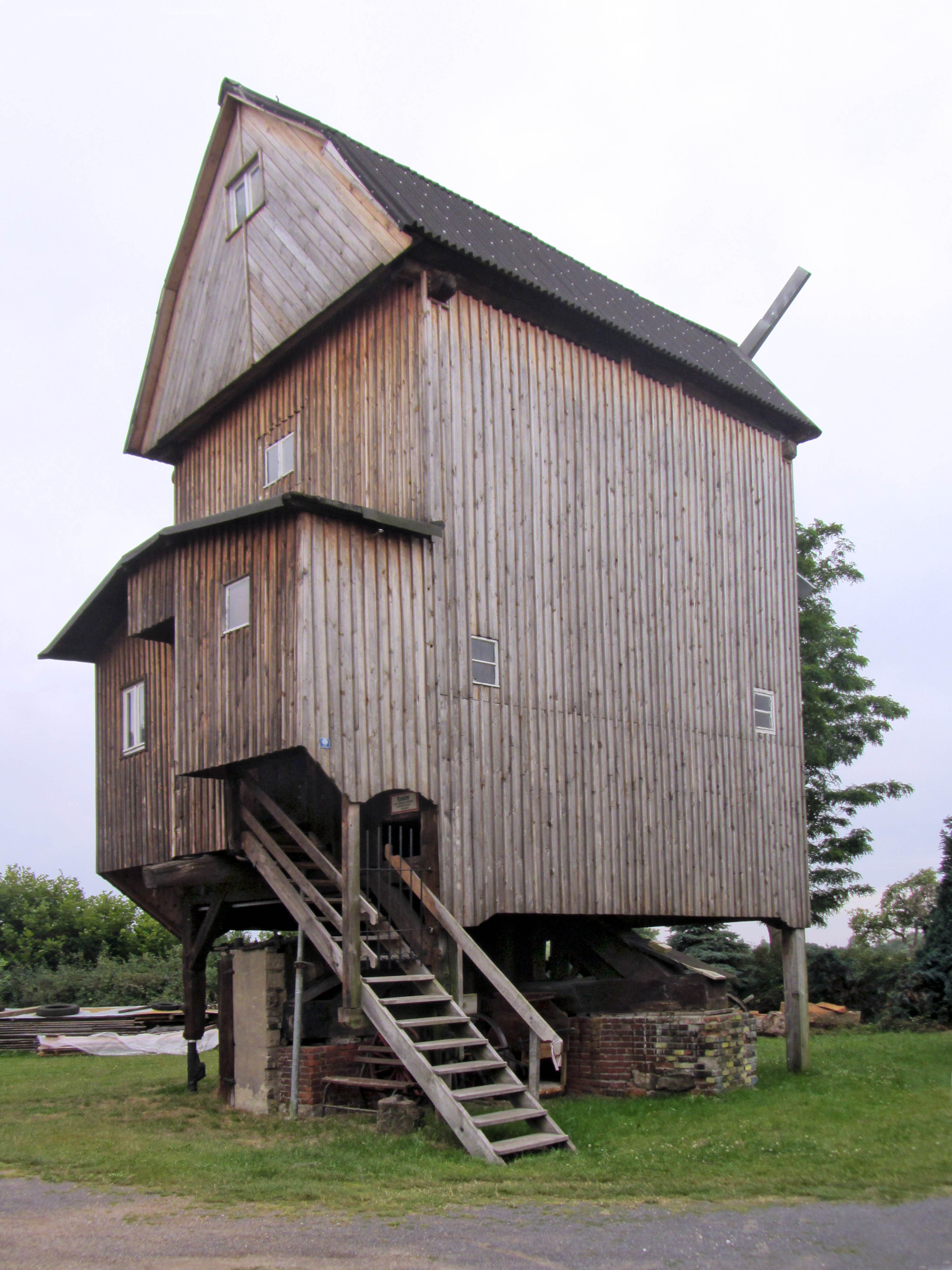
Bockwindmühle Drasdo (2014)

Die Drasdoer Bockwindmühle ist eine unter Denkmalschutz stehende historische Bockwindmühle aus dem Jahre 1718.
Sie befindet sich im Ortsteil Drasdo der südbrandenburgischen Kleinstadt Uebigau-Wahrenbrück im Landkreis Elbe-Elster.

## Geschichte

Zustand in den 1970er Jahren
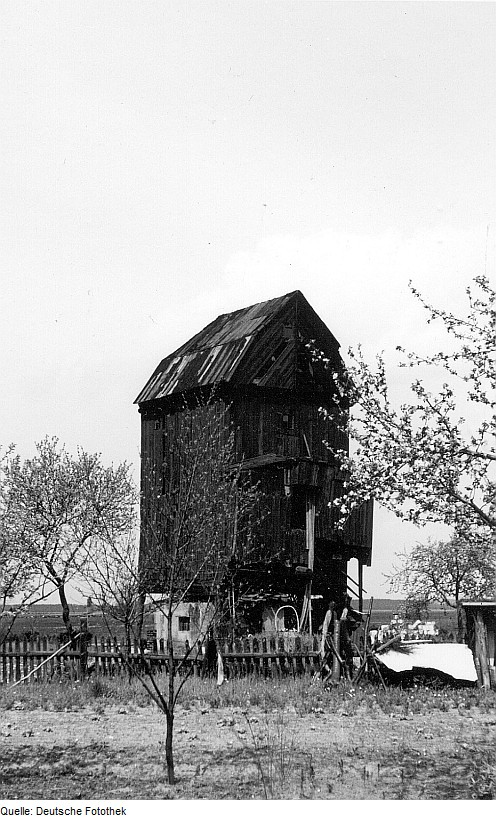
Rückwärtige Ansicht (1977)
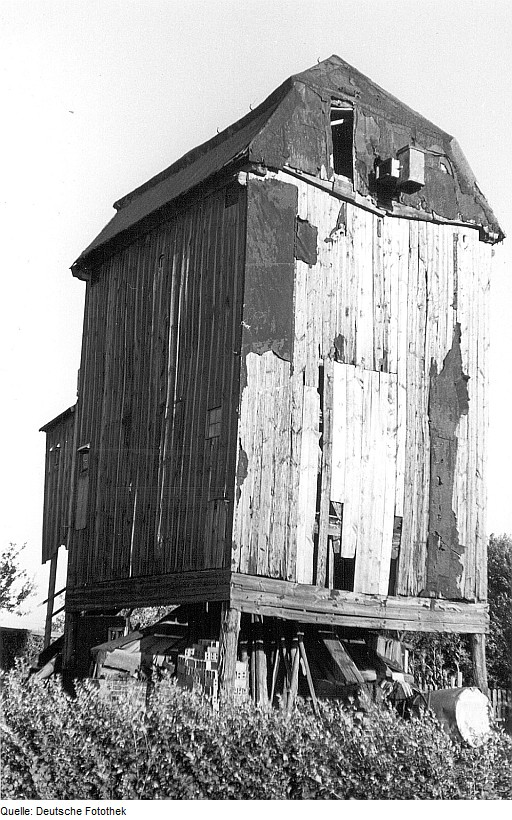
Vordere Ansicht (1972)

Die Drasdoer Bockwindmühle wurde vermutlich im Jahre 1718 erbaut. Ihr ursprünglicher Standort war das Dorf Beyern bei Falkenberg/Elster.
1723 wurde sie mit Genehmigung des Amtes Annaburg von dort nach Drasdo umgesetzt, welches zu jener Zeit zum Amt Liebenwerda gehörte. Hier wurde sie zunächst Bestandteil des örtlichen Schankgutes des Christoph Heyde. Nach mehrmaligem Besitzerwechsel kam sie im Jahre 1888 schließlich in den Besitz der Familie Schöllner. Die Mühle wurde in der Folgezeit sukzessive zu einer Motormühle mit drei Mahlgängen erweitert. Etwa um das Jahr 1900 erhielt die Mühle ein größeres Flügelkreuz, womit ihre Leistung auf etwa 60 PS erhöht wurde. Dafür wurde die Mühle um etwa einen Meter angehoben. 1933 erhielt sie einen Dieselmotor und 1959 schließlich einen elektrischen Stromanschluss.
Ab 1957 wurde in der Drasdoer Mühle nur noch Futter geschrotet, wobei sie bis 1961 noch mit Wind angetrieben werden konnte. Im Jahre 1969 wurde mit dem Bruch des Lagerbalkens für die große Mühlenwelle der Mahlbetrieb in der Mühle schließlich ganz eingestellt beziehungsweise mittels elektrischem Antrieb nur noch sporadisch geschrotet. Flügel sind inzwischen keine mehr vorhanden. Diese wurden nach einem Sturmschaden im Jahre 1961 abgenommen.
Die Familie Schöllner besitzt die in den letzten Jahren umfangreich sanierte Drasdoer Bockwindmühle inzwischen in fünfter Generation. Erneuert wurden unter anderem die Außenhaut, das Dach und einige Balken. Des Weiteren wurden die Standfüße repariert. Die um den weiteren Erhalt bemühte Inhaberfamilie der Mühle, welche bis 2018 auch wieder neue Flügel bekommen soll, bietet heute Führungen durch die hier vorhandene Dauerausstellung „Mühlentechnik aus 3 Jahrhunderten“ zum alljährlichen Deutschen Mühlentag, zum Tag des offenen Denkmals und auf Anfrage an.

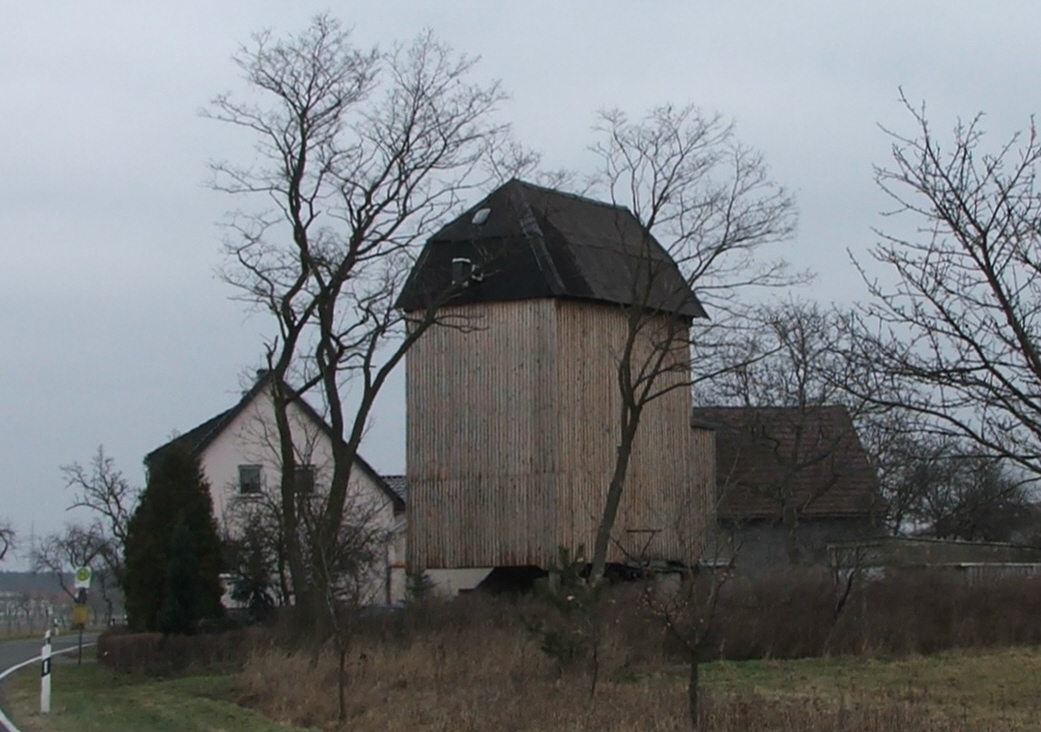
Straßenseitige Ansicht der Drasdoer Bockwindmühle (2009)